# Oxypogon
Oxypogon é um gênero de aves apodiformes pertencente à família dos troquilídeos, que inclui os beija-flores. Está distribuído na região dos páramos do nordeste da Colômbia e sudeste da Venezuela.

## Nomenclatura e taxonomia
O gênero era considerado monoespecífico incluindo apenas o O. guerinii, que por sua vez continha quatro subespécies. Em 2013, um estudo morfológico e morfométrico elevou as quatro subespécies a categoria de espécies distintas.
Quatro espécie são reconhecidas:
- Oxypogon guerinii (Boissonneau, 1840)
- Oxypogon cyanolaemus Salvin & Godman, 1880
- Oxypogon lindenii (Parzudaki, 1845)
- Oxypogon stuebelii AB Meyer, 1884